# پتروفکا (شهرستان باکالینسکی، باشقیرستان)
پتروفکا (به لاتین: Petrovka) یک منطقهٔ مسکونی در روسیه است که در باشقیرستان واقع شده‌است.